# Cinq Grains

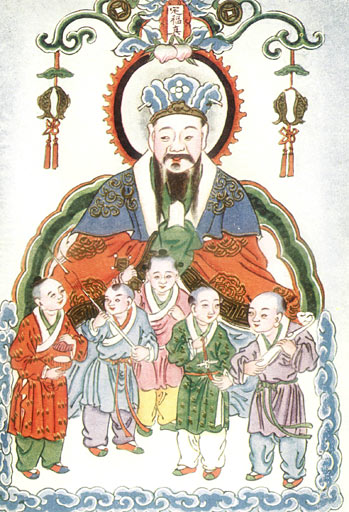
Zao Jun, le « Dieu du fourneau », à qui sont destinées les offrandes de Wǔgǔ dans certaines traditions.

Les Cinq Grains, ou Cinq Céréales (chinois simplifié : 五谷 ; chinois traditionnel : 五穀 ; pinyin : Wǔ Gǔ), sont un groupe de cinq plantes cultivées qui étaient toutes importantes dans la Chine ancienne. Parfois, les plantes cultivées elles-mêmes étaient considérées comme sacrées ; d'autres fois, leur culture était considérée comme un bienfait sacré d'une source mythologique ou surnaturelle. Plus généralement, le terme « wǔgǔ » peut être employé en chinois comme une synecdoque faisant référence à « tous » les grains ou cultures de base dont le produit final est de nature granulaire. L'identité des cinq grains a varié au fil du temps, différents auteurs identifiant différents grains ou même différentes catégories de grains.

## Sainteté
Le sens de la sainteté ou du caractère sacré concernant les cinq grains procède de leur assignation traditionnelle aux dirigeants saints considérés comme les créateurs de la civilisation chinoise. Les Cinq Grains n'étaient pas simplement considérés comme cinq cultures choisies parmi de nombreuses options, mais comme la source permettant l'avènement de la société agraire et la civilisation elle-même.  « Gaspiller les Cinq Grains » était considéré comme un péché digne de tourments dans le  « Diyu », l'enfer chinois.
Comme la position d'empereur était considérée comme une incarnation de cette société, son comportement envers les Cinq Grains pouvait prendre une signification politique : pour protester contre le renversement de la dynastie Shang par les Zhou, les frères Boyi et Shuqi ont ostensiblement refusé de manger les Cinq Grains. De tels rejets des grains pour des raisons politiques ont connu un développement complexe dans le concept du « bigu » (l'évitement des grains), la pratique ésotérique taoïste permettant d'atteindre l'immortalité en évitant certains aliments.

## Contes légendaires
Dès l'apparition de l'écriture,  le développement de l'agriculture en Chine était déjà largement mythifié. Il y avait plusieurs traditions au sujet des premiers dirigeants chinois qui ont introduit les Cinq Grains :

### Shennong

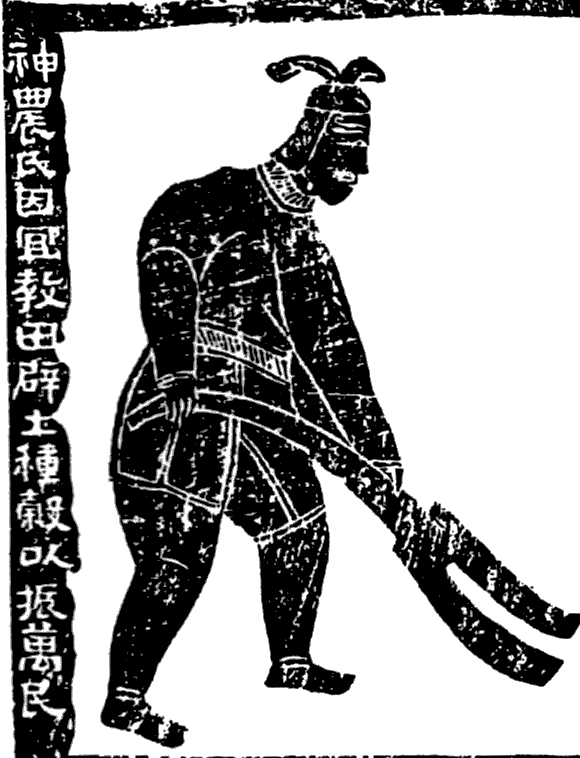
Shennong labourant un champ dans une peinture murale de la dynastie Han.

Shennong (神農) (lit. l'« agriculteur divin ») est un héros culturel chinois crédité du développement de l'agriculture. Il est souvent confondu avec Yandi (l'« Empereur flamboyant ») et est aussi parfois décrit comme le « Wugu Xiandi » ou « Empereur divin des cinq grains ». La chronologie de Sima Qian le place vers 2737 - 2699 av. J.-C.
Dans la région de Shennongjia (lit. « l'échelle de Shennong ») du Hubei, est un poème épique oral intitulé "Hei'anzhuan" (Histoire du chaos) qui décrit Shennong trouvant les graines des Cinq Grains.

### Huangdi

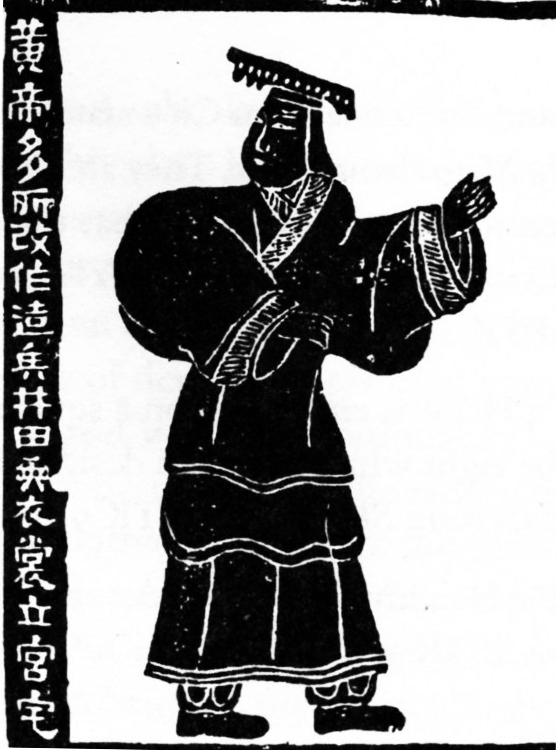
L'empereur jaune (Huángdì).

Huangdi (lit. « l'empereur jaune »), que Sima Qian situe en 2699-2588 av. J.-C., a également été crédité dans les textes anciens comme le premier enseignant de l'agriculture à ses sujets.

### Houji
Houji (lit. "Seigneur Millet") est parfois crédité de la transmission originelle du millet du Ciel à l'humanité et parfois crédité de sa culture exemplaire. Seigneur Millet était un titre décerné à cette figure par le roi Cheng Tang, fondateur de la dynastie Shang, et est probablement l'un des premiers postes du gouvernement chinois. Il fut plus tard vénéré comme l'un des dieux protecteurs des récoltes abondantes, comme Lai Cho.

## Archéologie
Dans le nord de la Chine, la culture de Nanzhuangtou au milieu du fleuve Jaune autour du Hebei (vers 8500-7700 av. J.-C.) avait des outils de mouture. La culture de Xinglongwa dans l'est de la Mongolie-Intérieure (vers 6200-5400 av. J.-C.) consommait du millet, peut-être cultivé. La culture de Dadiwan le long du fleuve Jaune supérieur (vers 5800-5400 av. J.-C.) consommait également du mil. Par la culture de  Yangshao (vers 5000-3000 av. J.-C.), les peuples du fleuve Jaune cultivaient abondamment le mil, ainsi que de l'orge, du riz , et des légumes ; et utilisait du chanvre et de la soie tissés, ce qui indique une certaine forme de sériciculture ; mais ils peuvent avoir été limités aux méthodes d'agriculture migratoire sur brûlis. La culture de Longshan (vers 3000-2000 av. J.-C.) affiche une sériciculture plus avancée et des villes définies.
Dans le sud de la Chine, la culture de Pengtoushan sur le Yang-Tsé-Kiang (vers 7500-6100 av. J.-C.) a laissé des outils de riziculture à certains endroits, mais pas au  site-type. La culture de Hemudu autour de la baie de Hangzhou au sud du Yang-Tsé-Kiang (vers 5000-4500 av. J.-C.) cultivait certainement du riz. Les différents peuples (tels que les Cent tribus Viêts) qui ont réussi dans ces régions ont ensuite été conquises et assimilées culturellement par les dynasties du nord de la Chine au cours de la période historique.

## Listes
Il existe différentes versions de la liste des Cing grains.
Les Cinq Grains remontent traditionnellement au Shennong bencao jing, réputé être le récit d'une tradition orale transmise pour la première fois par Shennong lui-même. Le Classique des rites compilé par Confucius aux VIe et Ve siècles av. J.-C. répertorie le soja (菽), le blé (麥), le millet commun (黍), le millet des oiseaux (稷) et le riz (稻). Dans une autre version le riz est remplacé par le chanvre (麻). Le Hei'anzhuan cité plus haut répertorie le millet, le riz, le haricot azuki, le soja, l'orge et le blé ensemble, et le sésame comme les « Cinq Grains »
Le Rituel de mesure et de manipulation des biens légers et lourds  (量處輕重儀 ,  Liangchu Qingzhong Yi ) de Daoxuan, maître bouddhiste de l'ère Tang  énumère plutôt cinq catégories : Bō Koku (房穀), Chi Koku (散穀), Sumi Koku (角穀), Máng gǔ (芒穀) et Koshi Koku (輿穀). Dans son  Prononciation et signification de toutes les Écritures (Yiqiejing Yinyi, 一切經音義, Huilin (zh) (慧琳)  cite  Assemblée de personnages (字統 de Yang Chengtian (陽承天) comme décrivant des catégories similaires : suigu, sangu, jiaogu, qigu et shugu.
Un dictionnaire chinois moderne note d'autres candidats, notamment le sésame, l'orge, l'avoine et le pois.

## Usages rituels et culinaires modernes
Des assortiments de cinq grains continuent d'être utilisés dans des contextes rituels, comme dans la coutume Min méridional de créer un poêle taoïste pour cuisiner le Chui Zhao Fan, un repas pour le Zaowangye (dieu du fourneau) dans lequel cinq graines sèches sont placées dans une fente de la cheminée du poêle.
Les fidèles occasionnels peuvent simplement utiliser cinq haricots (par exemple, de différentes couleurs) au lieu d'un ensemble particulier de grains.
On ne connait aucune recette unique utilisant les cinq grains dans la cuisine chinoise, il n'y a donc pas d'équivalent en grains de la poudre aux cinq épices ou du « riz aux huit trésors » (八寶飯, babaofan). Beaucoup, peut-être la plupart, des cuisiniers chinois utilisent les grains d'une manière ou d'une autre, par exemple : riz, congee, nouilles, rouleaux de printemps, pains, tofu, wontons et autres boulettes comme plats ; pâte de haricots comme garniture ; riz gluant comme couverture, par exemple pour envelopper les zongzis ; lait de riz et de soja et boissons ; sauce de soja et huile de sésame ; et démarreurs de fermentation à utiliser dans les bières, vin de riz et liqueurs indigènes comme le baijiu.

## Galerie
Certaines des caractéristiques du concept de  wugu  sont la granularité et la diversité, comme l'illustrent les images ci-dessous.:

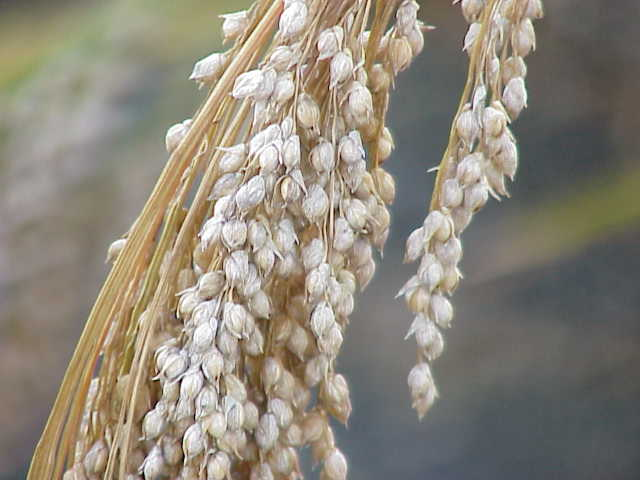
Panicule de millet commun.
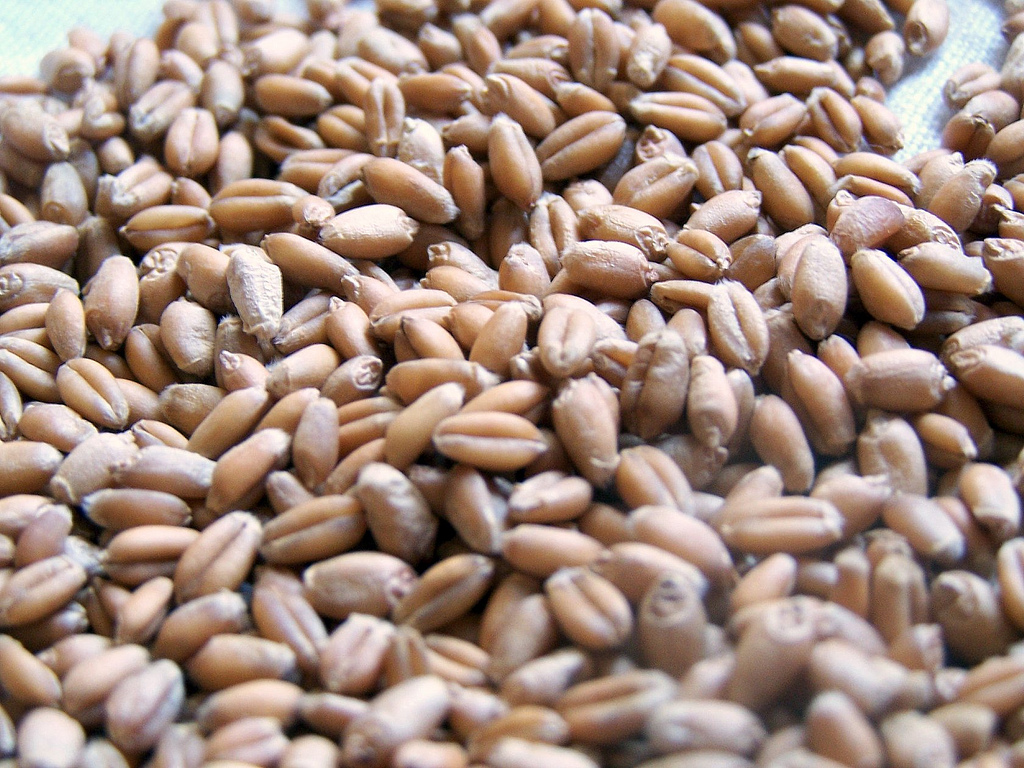
Grains de blé.
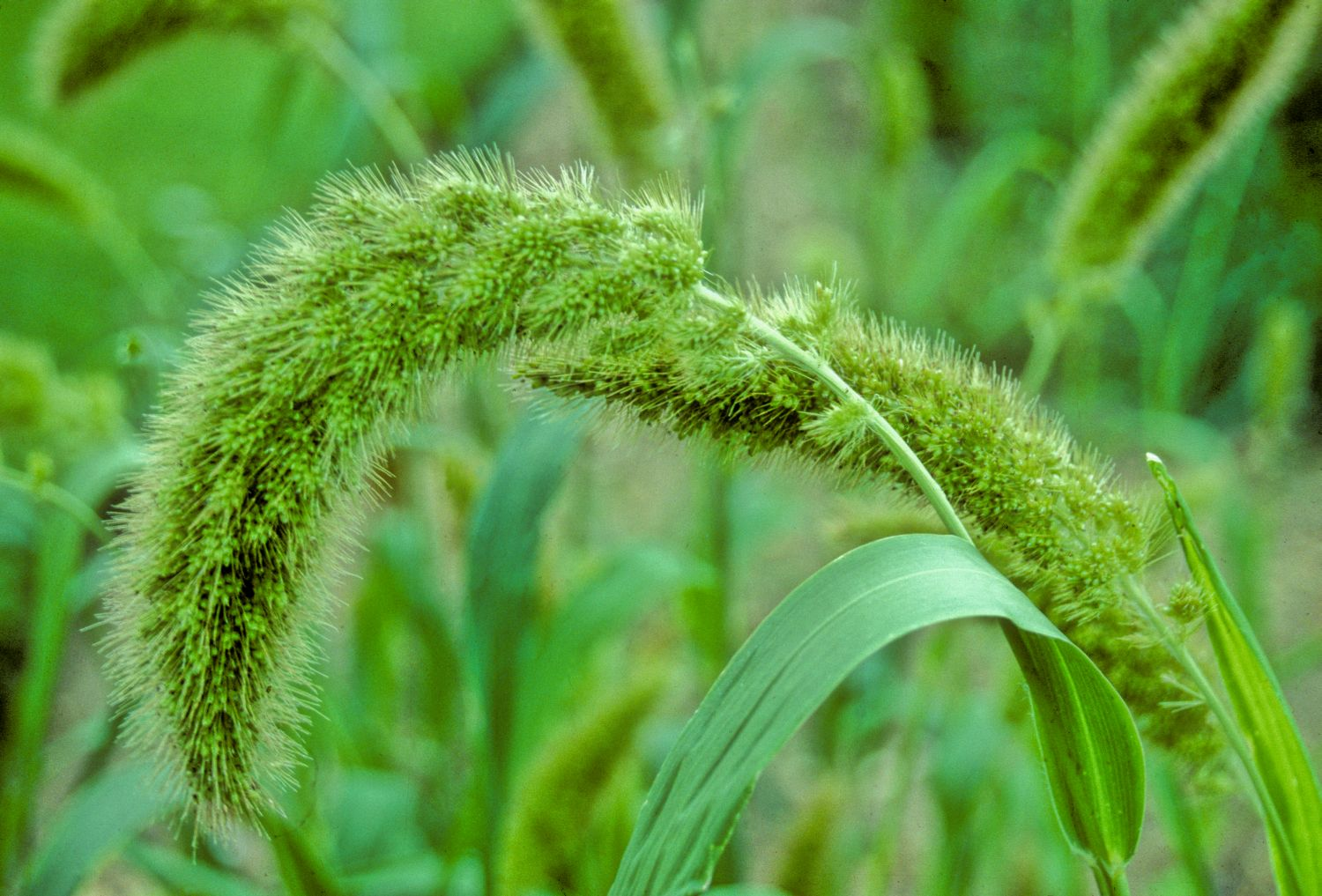
Panicule de panis.
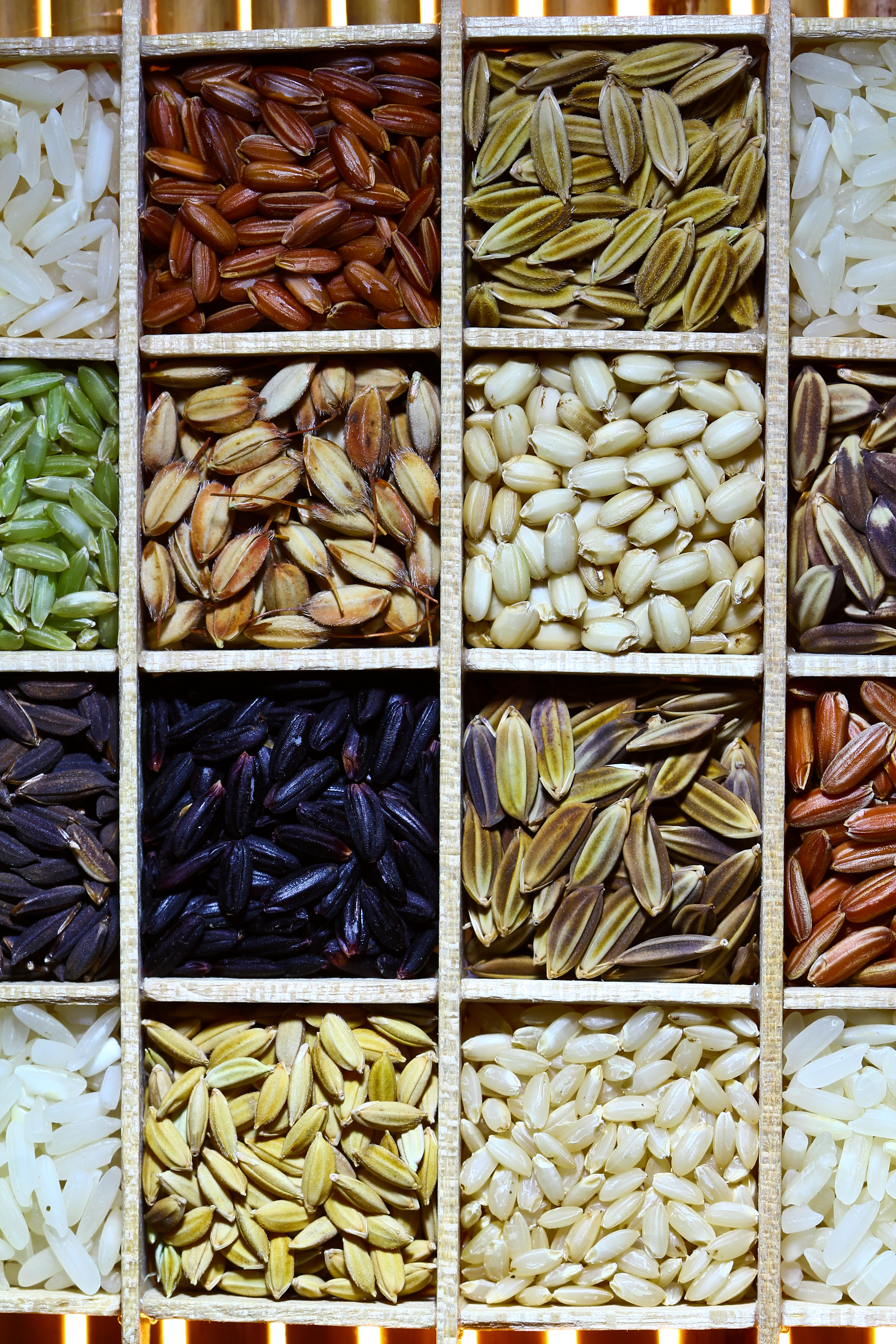
Grains de riz.
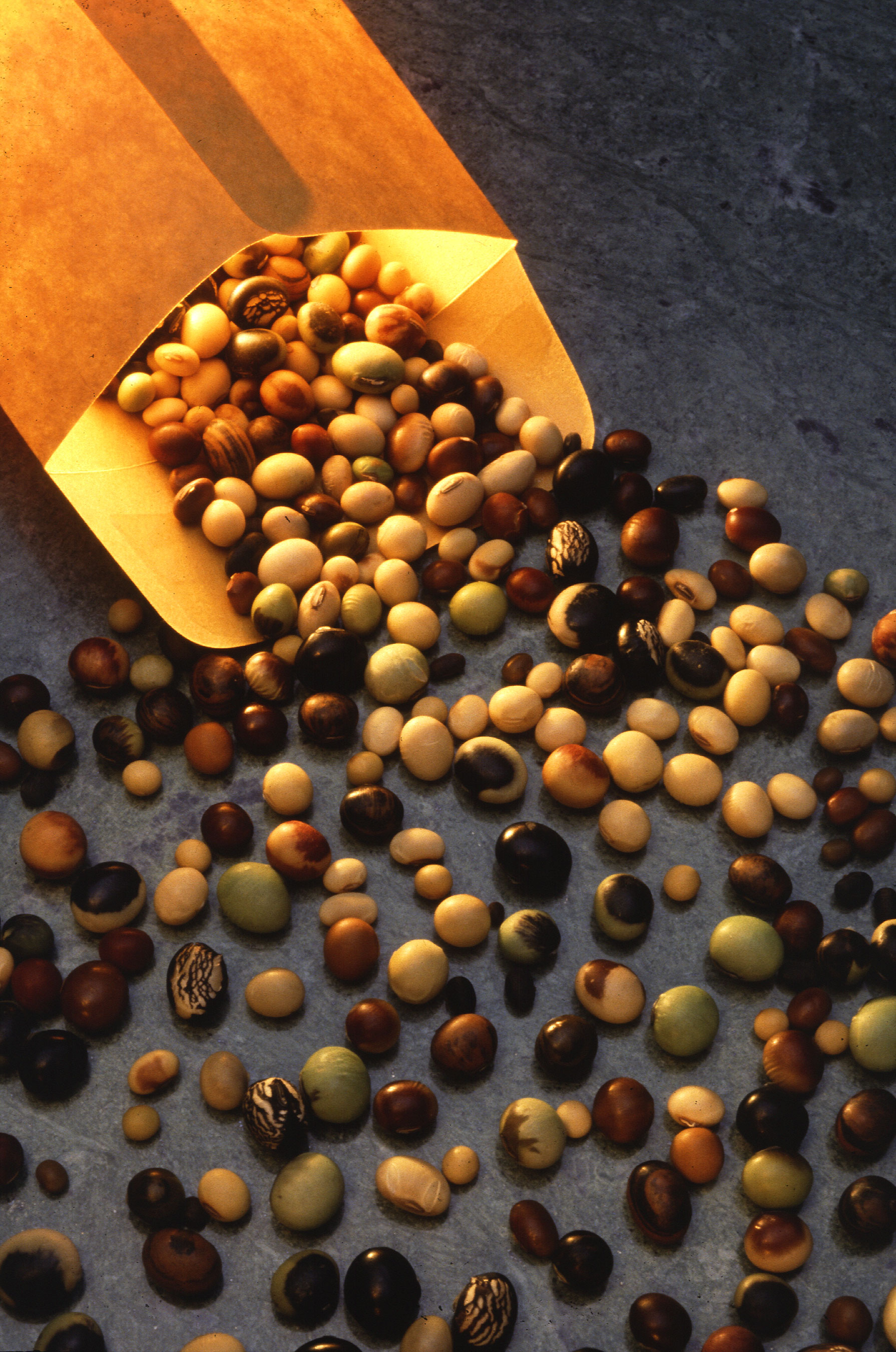
Soja.
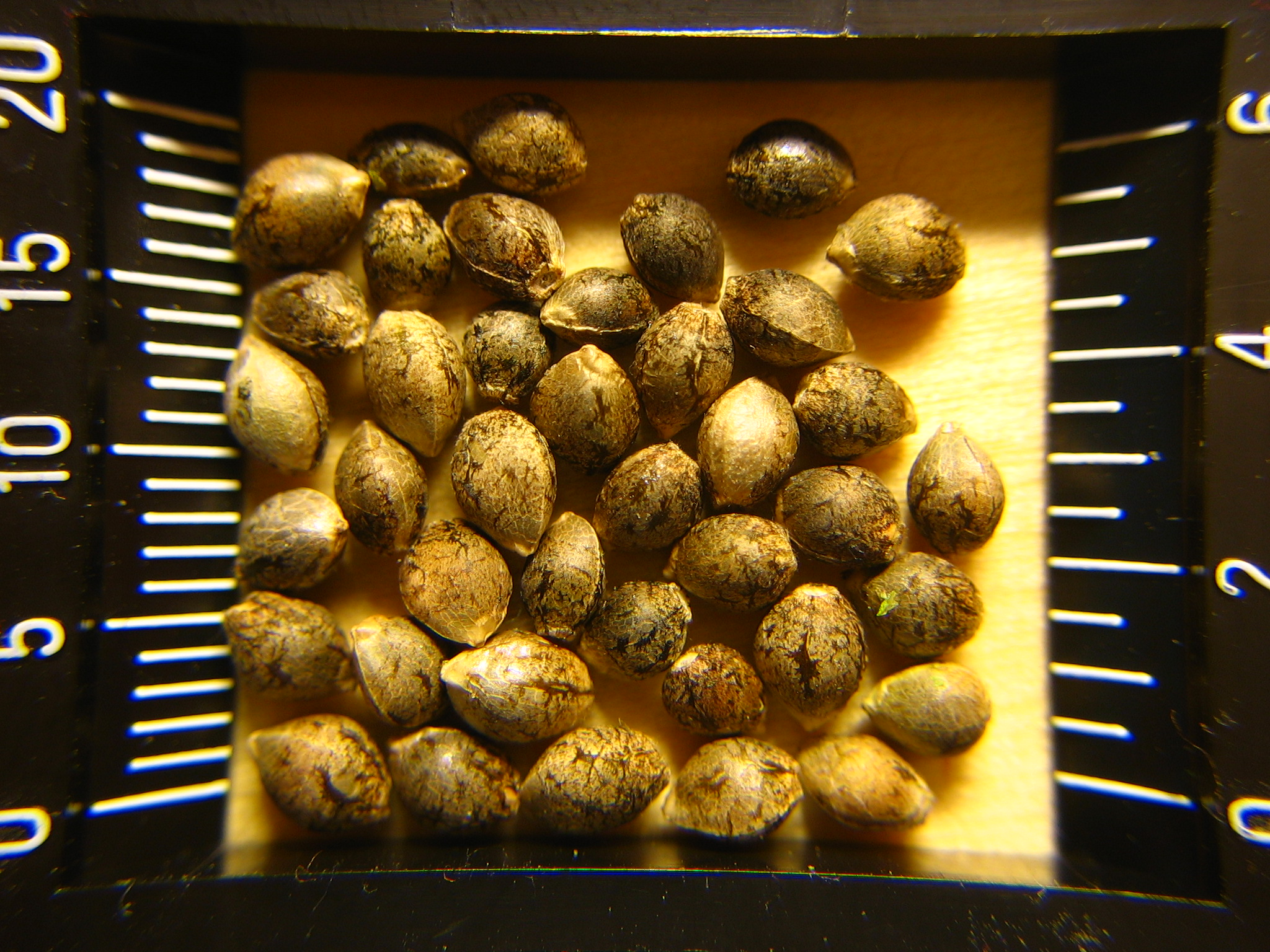
Graines de chanvre.
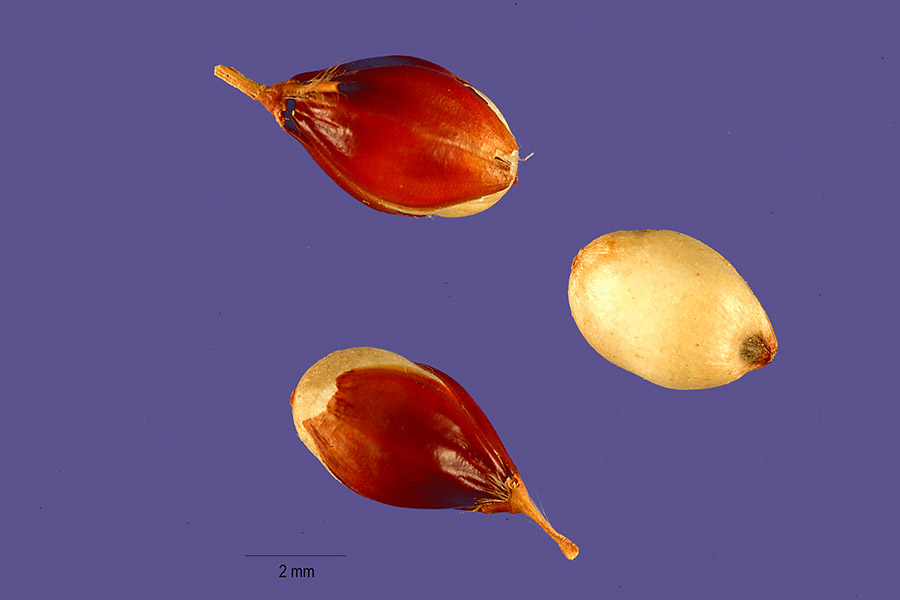
Grains de sorgho.